# Somerville Pinkney Tuck

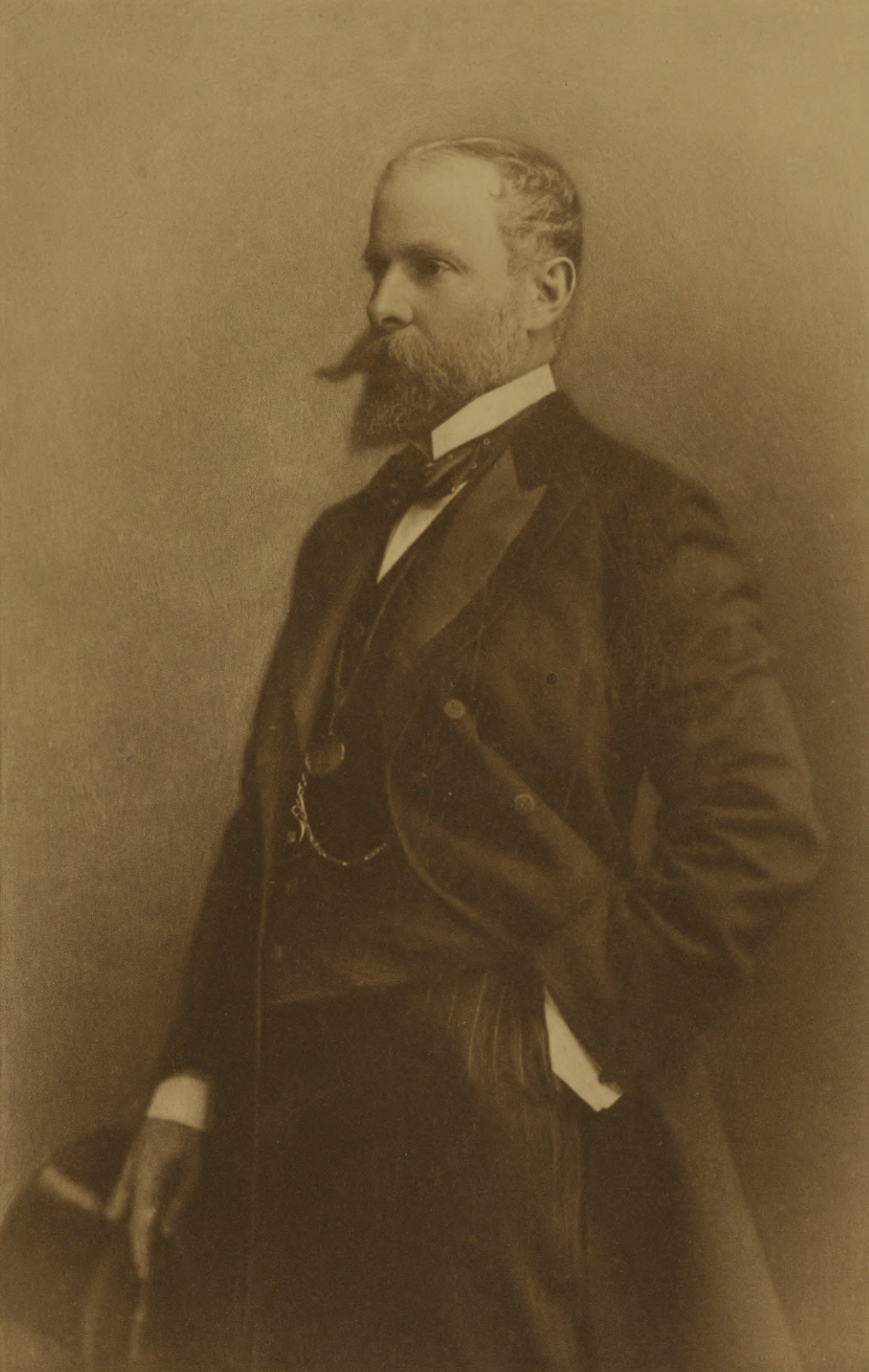
Somerville Pinkney Tuck (1917)

Somerville Pinkney Tuck Jr. (* 31. Mai 1891 in New Brighton, Staten Island; † 21. April 1967 in Paris) war ein US-amerikanischer Diplomat.

## Leben
Seine Eltern waren Emily Rosalie Snowden (Marshall) Tuck (1858–1940) und der Richter Somerville Pinkney Tuck. Er besuchte das Dartmouth College und trat am 5. April 1916 in den auswärtigen Dienst ein. Von 1916 bis 1919 war Tuck Vizekonsul in Alexandria; danach fungierte er von 1919 bis 1921 als Konsul in Samsun sowie von 1922 bis 1923 in Wladiwostok. 1924 heiratete Tuck.
Von 1924 bis 1928 war Tuck in Genf akkreditiert. Ab 1933 war er Consul in Charge in Alexandria. Von 1942 bis zur Operation Torch vertrat Tuck die Regierung von Franklin D. Roosevelt in den französischen Mandatsgebieten in Nordafrika. 1944 wurde er schließlich Minister Resident im Königreich Ägypten und 1946 Botschafter, was er bis zum 30. Mai 1948 blieb.